# Urkällan
Urkällan (engelska originalets titel: The Fountainhead) är en roman av Ayn Rand från 1943. Tolv förlag hade då refuserat boken, innan The Bobbs-Merrill Company beslöt sig för att ge ut den. Boken fick negativ kritik av samtida recensenter, men rönte stor popularitet bland läsarna. Den filmatiserades under namnet Pionjären (1949) med Gary Cooper i huvudrollen.

## Handling

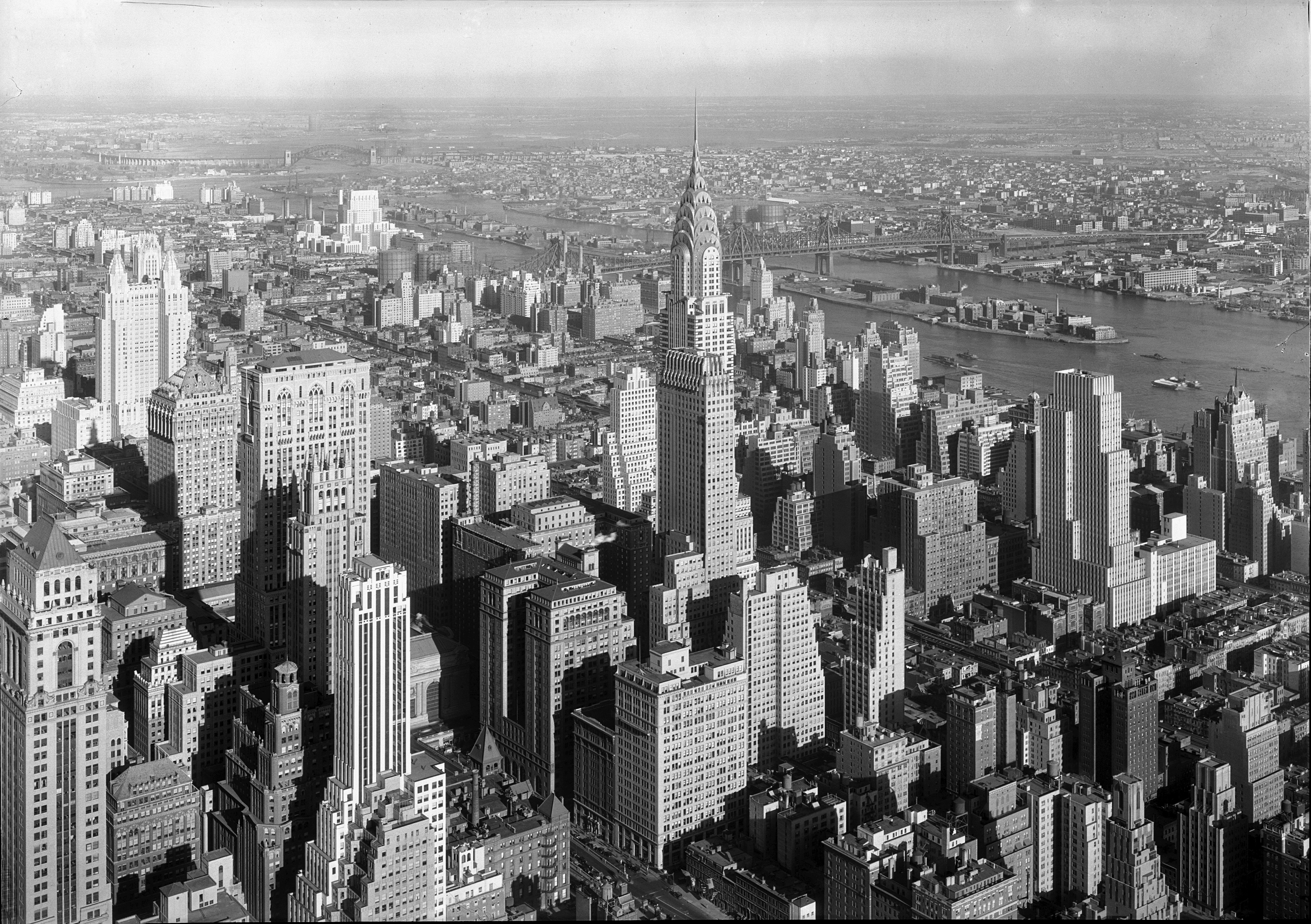
New York, 1932. Citat ur boken: "I would give the greatest sunset in the world for one sight of New York's skyline."

Handlingen utspelar sig i USA – huvudsakligen i New York – under mellankrigstiden. Bokens huvudperson är arkitekten Howard Roark, som envisas med att rita nyskapande byggnader i en tid då andra arkitekter kopierar äldre stilar. Andra framträdande personer i boken är bland andra arkitekten Peter Keating, som till skillnad från Roark är mycket osjälvständig i sitt arbete, skribenten Ellsworth M Toohey, mediamogulen Gail Wynand och Dominique Francon, Roarks kärleksintresse.
Boken presenterar grundtanken för objektivismen, Rands filosofi, även om detta begrepp ännu inte var myntat då boken skrevs. I ett tal under en domstolsförhandling uttrycker Howard Roark, såväl som många andra karaktärer i boken, många av författarens egna tankar.

## Inspirationskällor
Det har ibland hävdats att Howard Roark skulle vara ett porträtt av Frank Lloyd Wright. Såväl Rand som Wright har dock förnekat detta.

## Svenska utgåvor
- Urkällan del 1, Lindfors 1987, ISBN 91-7268-132-2
- Urkällan del 2, Lindfors 1987, ISBN 91-7268-133-0
- Urkällan Reviderad utgåva, Förlags AB Wiken 1993, ISBN 91-7119-550-5 (Bokhandelsutgåva)
- Urkällan Reviderad utgåva, Bra Böcker 1993, ISBN 91-7133-194-8 (Bokklubbsutgåva)
- Urkällan Pocket, Timbro 2006, ISBN 9789175665849
- Urkällan Storpocket, Timbro 2013, ISBN 9789175669373 (Denna utgåva ingår även i en Ayn Rand box tillsammans med  Och världen skälvde och Förnuft, egoism, kapitalism och en romantisk livskänsla, Timbro 2013, ISBN 9789175669427)